# Puchar Świata w snowboardzie 1995/1996
Puchar Świata w snowboardzie w sezonie 1995/1996 to 2. edycja tej imprezy. Cykl rozpoczął się 21 listopada 1995 roku w austriackiej miejscowości Zell am See. Ostatnie zawody sezonu odbyły się natomiast 17 marca 1996 roku w amerykańskim ośrodku narciarskim Mount Bachelor. Zawody rozgrywano w trzech konkurencjach: gigant, slalom i halfpipe. Rozgrywano także slalom równoległy i gigant równoległy, ale nie prowadzono dla nich osobnej klasyfikacji jak w poprzednim sezonie. Wprowadzono za to klasyfikację generalną.
Puchar Świata rozegrany został w 7 krajach i 15 miastach na 3 kontynentach. Najwięcej konkursów (7) rozegranych zostało we Włoszech i USA.

## Konkurencje
- slalom równoległy (PSL)
- gigant równoległy (PGS)
- gigant
- slalom
- halfpipe

## Mężczyźni

### Kalendarz i wyniki
| Lp  | Data                  | Miejsce        | Konkurencja                               | Zwycięzca                                 | 2. miejsce                                | 3. miejsce                                |
| 1.  | 21 listopada 1995     | Zell am See    | Gigant                                    | Peter Pechhacker                          | Mike Jacoby                               | Thomas Lyman                              |
| 2.  | 22 listopada 1995     | Zell am See    | Gigant                                    | Mike Jacoby                               | Peter Pechhacker                          | Thomas Lyman                              |
| 3.  | 1 grudnia 1995        | Altenmarkt     | Gigant                                    | Jeff Greenwood                            | Harald Walder                             | Rob Berney                                |
| 4.  | 2 grudnia 1995        | Altenmarkt     | Slalom                                    | Manuel Mendoza                            | Dieter Moherndl                           | Peter Pechhacker                          |
| 5.  | 3 grudnia 1995        | Altenmarkt     | PSL                                       | Ulf Maard                                 | Maxence Idesheim                          | Peter Pichler                             |
| 6.  | 8 grudnia 1995        | Sestriere      | PSL                                       | Rainer Krug                               | Helmut Pramstaller                        | Stefan Kaltschütz                         |
| 7.  | 9 grudnia 1995        | Bardonecchia   | Slalom                                    | Mathias Behounek                          | Stefan Kaltschütz                         | Helmut Pramstaller                        |
| 8.  | 10 grudnia 1995       | Bardonecchia   | Gigant                                    | Mike Jacoby                               | Rob Berney                                | Steve Persons                             |
| 9.  | 12 stycznia 1996      | La Bresse      | Gigant                                    | Mike Jacoby                               | Peter Pechhacker                          | Harald Walder                             |
| 10. | 13 stycznia 1996      | La Bresse      | PSL                                       | Thedo Remmelink                           | Peter Pichler                             | Xavier Rolland                            |
| 11. | 18 stycznia 1996      | San Candido    | Halfpipe                                  | Ross Powers                               | Dan Smith                                 | Shin’ichi Watanabe                        |
| 12. | 19 stycznia 1996      | San Candido    | Halfpipe                                  | Rob Kingwill                              | Ross Powers                               | Henrik Jansson                            |
| 13. | 20 stycznia 1996      | San Candido    | Slalom                                    | Thedo Remmelink                           | Peter Pichler                             | Ulf Maard                                 |
| 14. | 21 stycznia 1996      | San Candido    | PSL                                       | Ivo Rudiferia                             | Rainer Krug                               | Tom O’Brien                               |
| MŚ  | 24 - 28 stycznia 1996 | Lienz          | 1. Mistrzostwa Świata w Snowboardzie 1996 | 1. Mistrzostwa Świata w Snowboardzie 1996 | 1. Mistrzostwa Świata w Snowboardzie 1996 | 1. Mistrzostwa Świata w Snowboardzie 1996 |
| 15. | 3 lutego 1996         | Bad Hindelang  | PSL                                       | Helmut Pramstaller                        | Mike Jacoby                               | Harald Walder                             |
| 16. | 4 lutego 1996         | Bad Hindelang  | Gigant                                    | Harald Walder                             | Andrea Matteoli                           | Stefan Kaltschütz                         |
| 17. | 10 lutego 1996        | Kanbayashi     | Gigant                                    | Mike Jacoby                               | Mike Kildevæld                            | Bill Enos                                 |
| 18. | 11 lutego 1996        | Kanbayashi     | Halfpipe                                  | Dan Smith                                 | Lael Gregory                              | Ross Powers                               |
| 19. | 12 lutego 1996        | Kanbayashi     | Slalom                                    | Mathias Behounek                          | Mike Jacoby                               | Stefan Kaltschütz                         |
| 20. | 16 lutego 1996        | Yomase         | Gigant                                    | Mike Jacoby                               | Jeff Greenwood                            | Bernd Kroschewski                         |
| 21. | 17 lutego 1996        | Kanbayashi     | Halfpipe                                  | Ross Powers                               | Rob Kingwill                              | Dan Smith                                 |
| 22. | 24 lutego 1996        | Calgary        | PSL                                       | Dieter Moherndl                           | Bernd Kroschewski                         | Tom O’Brien                               |
| 23. | 25 lutego 1996        | Calgary        | Halfpipe                                  | Rob Kingwill                              | Ross Powers                               | Derek Heidt                               |
| 24. | 1 marca 1996          | Sun Peaks      | Gigant                                    | Stefan Kaltschütz                         | Harald Walder                             | Thedo Remmelink                           |
| 25. | 2 marca 1996          | Sun Peaks      | PSL                                       | Helmut Pramstaller                        | Ulf Maard                                 | Maxence Idesheim                          |
| 26. | 3 marca 1996          | Sun Peaks      | Halfpipe                                  | Zach Horwitz                              | Dan Smith                                 | Rob Kingwill                              |
| 27. | 9 marca 1996          | Boreal Ridge   | Halfpipe                                  | Dan Smith                                 | Lael Gregory                              | Jason Burkstede                           |
| 28. | 9 marca 1996          | Boreal Ridge   | Slalom                                    | Rainer Krug                               | Ulf Maard                                 | Mike Jacoby                               |
| 29. | 10 marca 1996         | Alpine Meadows | Gigant                                    | Peter Pechhacker                          | Mike Jacoby                               | Mathias Behounek                          |
| 30. | 14 marca 1996         | Mount Bachelor | Gigant                                    | Harald Walder                             | Mike Jacoby                               | Dieter Moherndl                           |
| 31. | 15 marca 1996         | Mount Bachelor | Slalom                                    | Stefan Kaltschütz                         | Peter Pichler                             | Maxence Idesheim                          |
| 32. | 16 marca 1996         | Mount Bachelor | PSL                                       | Maxence Idesheim                          | Peter Pichler                             | Stefan Kaltschütz                         |
| 33. | 17 marca 1996         | Mount Bachelor | Halfpipe                                  | Rob Kingwill                              | Ross Powers                               | Zach Horwitz                              |

### Klasyfikacje
| Lp. | Zawodnik         | Punkty |
| --- | ---------------- | ------ |
| 1.  | Mike Jacoby      | 1243   |
| 2.  | Stefan Wurzacher | 957    |
| 3.  | Thedo Remmelink  | 896    |
| 4.  | Harald Walder    | 895    |
| 5.  | Peter Pechhacker | 824    |
| 6.  | Peter Pichler    | 802    |
| 7.  | Maxence Idesheim | 760    |
| 8.  | Mathias Behounek | 755    |
| 9.  | Dieter Moherndl  | 660    |
| 10. | Rainer Krug      | 581    |

| Lp. | Zawodnik         | Punkty |
| --- | ---------------- | ------ |
| 1.  | Mike Jacoby      | 7900   |
| 2.  | Peter Pechhacker | 5820   |
| 3.  | Harald Walder    | 5760   |
| 4.  | Thedo Remmelink  | 4160   |
| 5.  | Stefan Wurzacher | 3530   |
| 6.  | Mathias Behounek | 3260   |
| 7.  | Jeff Greenwood   | 3090   |
| 8.  | Thomas Lyman     | 3070   |
| 9.  | Bill Enos        | 2790   |
| 10. | Maxence Idesheim | 2360   |

| Lp. | Zawodnik           | Punkty |
| --- | ------------------ | ------ |
| 1.  | Peter Pichler      | 6320   |
| 2.  | Stefan Wurzacher   | 6210   |
| 3.  | Maxence Idesheim   | 5480   |
| 4.  | Dieter Moherndl    | 5160   |
| 5.  | Ulf Maard          | 5110   |
| 6.  | Thedo Remmelink    | 4770   |
| 7.  | Ivo Rudiferia      | 4590   |
| 8.  | Helmut Pramstaller | 4584   |
| 9.  | Rainer Krug        | 4460   |
| 10. | Mathias Behounek   | 4320   |

| Lp. | Zawodnik           | Punkty |
| --- | ------------------ | ------ |
| 1.  | Ross Powers        | 5000   |
| 2.  | Rob Kingwill       | 4760   |
| 3.  | Dan Smith          | 4700   |
| 4.  | Lael Gregory       | 3400   |
| 5.  | Zach Horwitz       | 3040   |
| 6.  | Henrik Jansson     | 2460   |
| 7.  | Shin’ichi Watanabe | 2300   |
| 8.  | Ivan Zeller        | 2190   |
| 9.  | Dustin del Gudice  | 1980   |
| 10. | Tommy Czeschin     | 1720   |

## Kobiety

### Kalendarz i wyniki
| Lp  | Data                  | Miejsce        | Konkurencja                               | Zwyciężczyni                              | 2. miejsce                                | 3. miejsce                                |
| 1.  | 21 listopada 1995     | Zell am See    | Gigant                                    | Karine Ruby                               | Heidi Renoth                              | Birgit Herbert                            |
| 2.  | 22 listopada 1995     | Zell am See    | Gigant                                    | Marion Posch                              | Manuela Riegler                           | Sondra van Ert                            |
| 3.  | 1 grudnia 1995        | Altenmarkt     | Gigant                                    | Karine Ruby                               | Manuela Riegler                           | Lidia Trettel                             |
| 4.  | 2 grudnia 1995        | Altenmarkt     | Slalom                                    | Heidi Renoth                              | Manuela Riegler                           | Birgit Herbert                            |
| 5.  | 3 grudnia 1995        | Altenmarkt     | PSL                                       | Karine Ruby                               | Steffi Prentl                             | Manuela Riegler                           |
| 6.  | 8 grudnia 1995        | Sestriere      | PSL                                       | Birgit Herbert                            | Karine Ruby                               | Marion Posch                              |
| 7.  | 9 grudnia 1995        | Bardonecchia   | Slalom                                    | Karine Ruby                               | Manuela Riegler                           | Sondra van Ert                            |
| 8.  | 10 grudnia 1995       | Bardonecchia   | Gigant                                    | Karine Ruby                               | Birgit Herbert                            | Dagmar Mair u. d. Eggen                   |
| 9.  | 12 stycznia 1996      | La Bresse      | Gigant                                    | Karine Ruby                               | Maria Kirchgasser-Pichler                 | Alexandra Krings                          |
| 10. | 13 stycznia 1996      | La Bresse      | PSL                                       | Karine Ruby                               | Heidi Renoth                              | Steffi Prentl                             |
| 11. | 18 stycznia 1996      | San Candido    | Halfpipe                                  | Carolien van Kilsdonk                     | Annemarie Uliasz                          | Cammy Potter                              |
| 12. | 19 stycznia 1996      | San Candido    | Halfpipe                                  | Carolien van Kilsdonk                     | Annemarie Uliasz                          | Stacey Burke                              |
| 13. | 20 stycznia 1996      | San Candido    | Slalom                                    | Marcella Boerma                           | Karine Ruby                               | Tanja Fischer                             |
| 14. | 21 stycznia 1996      | San Candido    | PSL                                       | Karine Ruby                               | Marion Posch                              | Marcella Boerma                           |
| MŚ  | 24 - 28 stycznia 1996 | Lienz          | 1. Mistrzostwa Świata w Snowboardzie 1996 | 1. Mistrzostwa Świata w Snowboardzie 1996 | 1. Mistrzostwa Świata w Snowboardzie 1996 | 1. Mistrzostwa Świata w Snowboardzie 1996 |
| 15. | 3 lutego 1996         | Bad Hindelang  | PSL                                       | Dorothée Fournier                         | Manuela Riegler                           | Tanja Fischer                             |
| 16. | 4 lutego 1996         | Bad Hindelang  | Gigant                                    | Ursula Fingerlos                          | Heidi Renoth                              | Birgit Herbert                            |
| 17. | 10 lutego 1996        | Kanbayashi     | Gigant                                    | Sondra van Ert                            | Manuela Riegler                           | Karine Ruby                               |
| 18. | 11 lutego 1996        | Kanbayashi     | Slalom                                    | Heidi Renoth                              | Stacia Hookom                             | Karine Ruby                               |
| 19. | 12 lutego 1996        | Kanbayashi     | Halfpipe                                  | Carolien van Kilsdonk                     | Annemarie Uliasz                          | Candice Drouin                            |
| 20. | 16 lutego 1996        | Yomase         | Gigant                                    | Alexandra Krings                          | Amalie Kulawik                            | Karine Ruby                               |
| 21. | 17 lutego 1996        | Kanbayashi     | Halfpipe                                  | Carolien van Kilsdonk                     | Naomi Azuma                               | Stacey Burke                              |
| 22. | 24 lutego 1996        | Calgary        | PSL                                       | Karine Ruby                               | Dagmar Mair u. d. Eggen                   | Marion Posch                              |
| 23. | 25 lutego 1996        | Calgary        | Halfpipe                                  | Carolien van Kilsdonk                     | Lori Glazier                              | Candice Drouin                            |
| 24. | 1 marca 1996          | Sun Peaks      | Gigant                                    | Ursula Fingerlos                          | Birgit Herbert                            | Sondra van Ert                            |
| 25. | 2 marca 1996          | Sun Peaks      | PSL                                       | Manuela Riegler                           | Tanja Fischer                             | Karine Ruby                               |
| 26. | 3 marca 1996          | Sun Peaks      | Halfpipe                                  | Lori Glazier                              | Carolien van Kilsdonk                     | Annemarie Uliasz                          |
| 27. | 9 marca 1996          | Boreal Ridge   | Halfpipe                                  | Annemarie Uliasz                          | Lori Glazier                              | Carolien van Kilsdonk                     |
| 28. | 9 marca 1996          | Boreal Ridge   | Slalom                                    | Karine Ruby                               | Marcella Boerma                           | Birgit Herbert                            |
| 29. | 10 marca 1996         | Alpine Meadows | Gigant                                    | Ursula Fingerlos                          | Karine Ruby                               | Sondra van Ert                            |
| 30. | 14 marca 1996         | Mount Bachelor | Gigant                                    | Karine Ruby                               | Sondra van Ert                            | Manuela Riegler                           |
| 31. | 15 marca 1996         | Mount Bachelor | Slalom                                    | Karine Ruby                               | Heidi Renoth                              | Birgit Herbert                            |
| 32. | 16 marca 1996         | Mount Bachelor | PSL                                       | Marion Posch                              | Dorothée Fournier                         | Dagmar Mair u. d. Eggen                   |
| 33. | 17 marca 1996         | Mount Bachelor | Halfpipe                                  | Carolien van Kilsdonk                     | Kelly Kaye                                | Lori Glazier                              |

### Klasyfikacje
| Lp. | Zawodniczka             | Punkty |
| --- | ----------------------- | ------ |
| 1.  | Karine Ruby             | 1761   |
| 2.  | Manuela Riegler         | 1024   |
| 3.  | Birgit Herbert          | 1019   |
| 4.  | Marion Posch            | 893    |
| 5.  | Heidi Renoth            | 886    |
| 6.  | Sondra van Ert          | 885    |
| 7.  | Ursula Fingerlos        | 786    |
| 8.  | Alexandra Krings        | 780    |
| 9.  | Dorothée Fournier       | 769    |
| 10. | Dagmar Mair u. d. Eggen | 768    |

| Lp. | Zawodniczka             | Punkty |
| --- | ----------------------- | ------ |
| 1.  | Karine Ruby             | 7500   |
| 2.  | Sondra van Ert          | 5190   |
| 3.  | Ursula Fingerlos        | 4950   |
| 4.  | Birgit Herbert          | 4840   |
| 5.  | Manuela Riegler         | 4670   |
| 6.  | Alexandra Krings        | 3950   |
| 7.  | Marion Posch            | 3710   |
| 8.  | Heidi Renoth            | 3690   |
| 9.  | Dagmar Mair u. d. Eggen | 3600   |
| 10. | Amalie Kulawik          | 3570   |

| Lp. | Zawodniczka             | Punkty |
| --- | ----------------------- | ------ |
| 1.  | Karine Ruby             | 10200  |
| 2.  | Marcella Boerma         | 5590   |
| 3.  | Manuela Riegler         | 5560   |
| 4.  | Birgit Herbert          | 5290   |
| 4.  | Marion Posch            | 5290   |
| 6.  | Heidi Renoth            | 5240   |
| 7.  | Tanja Fischer           | 5050   |
| 8.  | Dorothée Fournier       | 4760   |
| 9.  | Stacia Hookom           | 4586   |
| 10. | Dagmar Mair u. d. Eggen | 4050   |

| Lp. | Zawodniczka           | Punkty |
| --- | --------------------- | ------ |
| 1.  | Carolien van Kilsdonk | 6000   |
| 2.  | Annemarie Uliasz      | 4500   |
| 3.  | Lori Glazier          | 3200   |
| 4.  | Candice Drouin        | 3100   |
| 5.  | Stacey Burke          | 2740   |
| 6.  | Cammy Potter          | 2710   |
| 7.  | Lynn Ott              | 2050   |
| 8.  | Kelly Kaye            | 2010   |
| 9.  | Satoko Motoyoshi      | 1530   |
| 10. | Tara Teigen           | 150    |